# Ken'ichi Sonoda
Kenichi Sonoda (園田 健一 Sonoda Ken'ichi) nacido el 13 de diciembre de 1962 en Takaishi, Osaka, Japón. Es un mangaka y un diseñador de personajes de anime, conocido por crear la serie de temática de acción Gunsmith Cats.

## Carrera profesional
Sonoda se trasladó a Tokio en 1984, a la edad de 21 años, y comenzó a trabajar en Artmic, un estudio de anime. Durante este tiempo, trabajó en Bubblegum Crisis, bajo la producción de los diseños de las "Knight Sabers". También trabajó en Gall Force, para el cual hizo diseño de personajes originales.
Trabajó en Artmic hasta 1991, para empezar a trabajar en la serie de manga Gunsmith Cats. Publicado en 1990, bajo la editorial Kōdansha en la revista Afternoon morning, es una de las obras más conocidas del mundo, fue nominado al Premio Harvey y el reconocido Premio Tezuka.
Sonoda llegó a concluir la serie Gunsmith Cats en el año 1997, ese mismo año recién comenzó a trabajar en un nuevo proyecto llamado Cannon god Exaxxion, después de terminar el manga Cannon god Exaxxion, en 2004 retomó la serie Gunsmith Cats, con otro nombre "Gunsmith Cats Burst".
Sus dos trabajos han sido publicados por la revista Afternoon morning por Kōdansha.

## Anime
- Wanna-Be's (1986) -- diseño de personajes
- Gall Force: Eternal Story (1986) -- diseño de personajes
  - Gall Force 2: Destruction (1987) -- diseño de personajes
  - Gall Force 3: Stardust War (1988) -- diseño de personajes
  - Gall Force: Earth Chapter (1989) -- diseño de personajes
  - Rhea Gall Force (1989) -- diseño de personajes
  - Gall Force: New Era (1991) -- diseño de personajes
- Bubblegum Crisis (1987) -- diseño de personajes y diseño de Mecha
- Royal Space Force: The Wings of Honneamise (1987) -- producción y diseño
- Riding Bean (1989) original story, diseño de personajes
- Bubblegum Crash (1991) -- diseño de personajes
- Otaku no Video (1991) -- diseño de personajes
- Gunsmith Cats (1995) -- diseño de personajes
- Idol Fighter Su Chi Pai (1996) -- diseño de personajes
- SoltyRei (2005) -- diseño conceptual

## Manga
- Privates Live
- Riding Bean (1989)
- Gunsmith Cats (1991-1997)
- Cannon God Exaxxion (1997-2004)
- Gunsmith Cats BURST (2004-2008)
- Bullet the Wizard (2010-presente)

## Videojuegos
- Idol Janshi Suchie-Pai series (1993-2007)